# Daniel Kohlhaas
Daniel Kohlhaas (* 15. September 1979 in Hachenburg im Westerwald) ist ein deutscher Thrillerautor.

## Leben
Daniel Kohlhaas wurde am 15. September 1979 geboren und wuchs in Hachenburg im Westerwald auf. Dort begann er als Teenager, Prosa und Gedichte zu schreiben. Außerdem fing er damit an, Dean Koontz und Stephen King zu lesen und seine Geschichten spannender zu gestalten.
1999 absolvierte Kohlhaas sein Abitur am Privaten Gymnasium Marienstatt in Streithausen, worauf der Wehrdienst folgte. 2001 begann er seine Ausbildung als Industriekaufmann. Nach seinem Abschluss der Ausbildung in 2004 folgte ein Lehramtsstudium für die Fächer Deutsch und Sozialwissenschaften, das er 2009 mit dem 1. Staatsexamen beendete. Aktuell arbeitet er nebenberuflich als Autor und hauptberuflich als Deutsch- und Sozialwissenschaftslehrer an einem Gymnasium.

## Bibliographie
- Kleine Engel. Thriller. Droemer Knaur Verlag, Juli 2021, ISBN 978-3-426-52661-3
- Lernkrimis für die SEK I: Klasse 9/10 – Deutsch-Krimi: Spannende Fälle lösen und Deutsch lernen. Schulbuch. Cornelsen Verlag, Januar 2020, ISBN 978-3-589-16664-0
- 13zehn. Thriller. Co-Autor: Daniel Juhr. JUHRmade Verlag, Oktober 2019, ISBN 978-3-942625-51-7
- Lernkrimis für die SEK I: Klasse 7/8 – Deutsch-Krimi: Spannende Fälle lösen und Deutsch lernen. Schulbuch. Cornelsen Verlag, Oktober 2019, ISBN 978-3-589-16621-3
- Lernkrimis für die SEK I: Klasse 5/6 – Deutsch-Krimi: Spannende Fälle lösen und Deutsch lernen. Schulbuch. Cornelsen Verlag, Februar 2019, ISBN 978-3-589-16518-6
- Verbrechen und andere Leidenschaften. Co-Autoren: Oliver Buslau, Irmgard Hannoschöck, Daniel Juhr, Christine Kaula, Martin Kuchejda, Michael Schreckenberg und Andreas Wöhl. JUHRmade Verlag, September 2017, ISBN 978-3-942625-47-0
- Tote und andere Entdeckungen. Co-Autoren: Oliver Buslau, Irmgard Hannoschöck, Daniel Juhr, Christine Kaula, Martin Kuchejda, Michael Schreckenberg und Andreas Wöhl. JUHR Verlag, September 2016, ISBN 978-3-942625-31-9
- Morde und andere Gemeinheiten. Co-Autoren: Oliver Buslau, Irmgard Hannoschöck, Daniel Juhr, Christine Kaula, Martin Kuchejd, Franke Merken, Michael Schreckenberg und Andreas Wöhl. JUHR Verlag, September 2015, ISBN 978-3-942625-22-7
- Amygdala. Thriller. AAVAA Verlag, Februar 2011, ISBN 978-3-86254-537-7
- Adams Väter. Thriller. AAVAA Verlag, Februar 2010, ISBN 978-3-941839-36-6
- Der Killer Club.Thriller. Droemer Knaur Verlag, 2009[3]